# Litoria adelaidensis
Litoria adelaidensis és una espècie de granota que es troba al sud-oest d'Austràlia.